# Asynacta
Asynacta is een geslacht van vliesvleugeligen uit de familie van de Trichogrammatidae. De wetenschappelijke naam van dit geslacht is voor het eerst geldig gepubliceerd in 1856 door Förster.

## Soorten
Het geslacht Asynacta omvat de volgende soorten:
- Asynacta ambrostomae Liao, 1987
- Asynacta exigua (Nees, 1834)
- Asynacta ophriolae Lin, 1993